# Orchesellides
Genre
Orchesellides est un genre de collemboles de la famille des Orchesellidae.

## Distribution
Les espèces de ce genre se rencontrent en Europe, en Afrique du Nord, en Asie et en Océanie.

## Liste des espèces
Selon Checklist of the Collembola of the World (version du 24 août 2019) :
- Orchesellides boraoi Bonet, 1930
- Orchesellides carolinae Jordana & Baquero, 2006
- Orchesellides crassus (Imms, 1912)
- Orchesellides kabulensis Yosii, 1966
- Orchesellides lineatus Mari Mutt, 1983
- Orchesellides poli Yosii, 1966
- Orchesellides rubrum Bonet, 1942
- Orchesellides sinensis (Denis, 1929)
- Orchesellides szeptyckii Mari Mutt, 1983
- Orchesellides viridis Mari Mutt, 1983

## Publication originale
- Bonet, 1930 : Sur quelques Collemboles de l'Inde. Eos, vol. 6, no 3, p. 249-273.